# Château Siran
 (janvier 2022).
Le Château Siran, est un domaine viticole de 88 hectares dans le Médoc, propriété de la famille Miailhe, situé à Labarde en Gironde. 

## Histoire du domaine
En 1428, Guilhem de Siran prête serment à l'église de Macau et apparait comme le premier propriétaire de la ferme de Siran. À partir du XVIIe siècle, les vins commencent à être produits sur les terres de graves et au XVIIIe siècle le château Siran devient la possession de François Augustin Baron du Bosq, maire de Labarde qui émigre en 1791. La propriété fut transmise par héritage à sa fille Jeanne Adèle qui épousa Alphonse Comte de Toulouse Lautrec-Monfa (arrière-grands-parents du futur peintre Henri de Toulouse-Lautrec). Cette famille vend le 14 janvier 1859 (pour 100 000 francs) le domaine à Léo Barbier — ancêtre de la famille Miailhe dont les deux filles épousent leurs voisins, Paul et Alexandre Sollberg — fils d'Oscar Sollberg, courtier à Bordeaux, et de Louise Cabanes. Ces derniers, ayant fait faillite lors d'un krach financier vers 1882, partent précipitamment vivre en Argentine ; ils demandent donc à leur sœur, Lovely Sollberg (1833-1909), de gérer le domaine Siran.
Lovely Sollberg est mariée à Élie-Édouard Miailhe (1817-1891), négociant en vin, depuis le 3 mai 1851. Leur fils, Frédéric Miailhe (1867-1952) prend le château Siran en gestion avec Marcel Mortier, mari d'Hélène Sollberg, sa cousine germaine. Frédéric Miailhe, courtier en vin va ainsi gérer le domaine de 1885 jusqu’après la Première Guerre mondiale. Il rachète les parts de ses tantes, mesdames Sollberg, Dugelay et Pinto en 1915.
C'est en 1859, que le château entre dans la famille des professionnels du vin, quatre ans après le classement de 1855 auquel les Toulouse-Lautrec, propriétaires sous le Second Empire, et donc légitimistes, n’avaient pas souhaité présenter leur vin. En 2003, finalement le château Siran intègre le groupe des neuf « crus bourgeois exceptionnels » parmi 400 candidats, classement annulé en 2007, sur décision de justice. Un nouveau classement est officialisé en 2009 sans distinction dans le classement (crus bourgeois uniquement) sans que les propriétaires de Siran souhaitent en faire partie.
En 2003, Denis Dubourdieu remplace Michel Rolland comme œnologue conseil du château Siran. Après avoir dirigé la propriété pendant près de 30 ans, Brigitte et Alain Miailhe transmettent en 2007, la direction du domaine à leur fils, Édouard, qui représente la sixième génération aujourd'hui à la tête du domaine,. Ainsi, le château Siran est l’une des rares propriétés médocaines à appartenir à la même famille depuis plus de 160 ans.

## Terroir

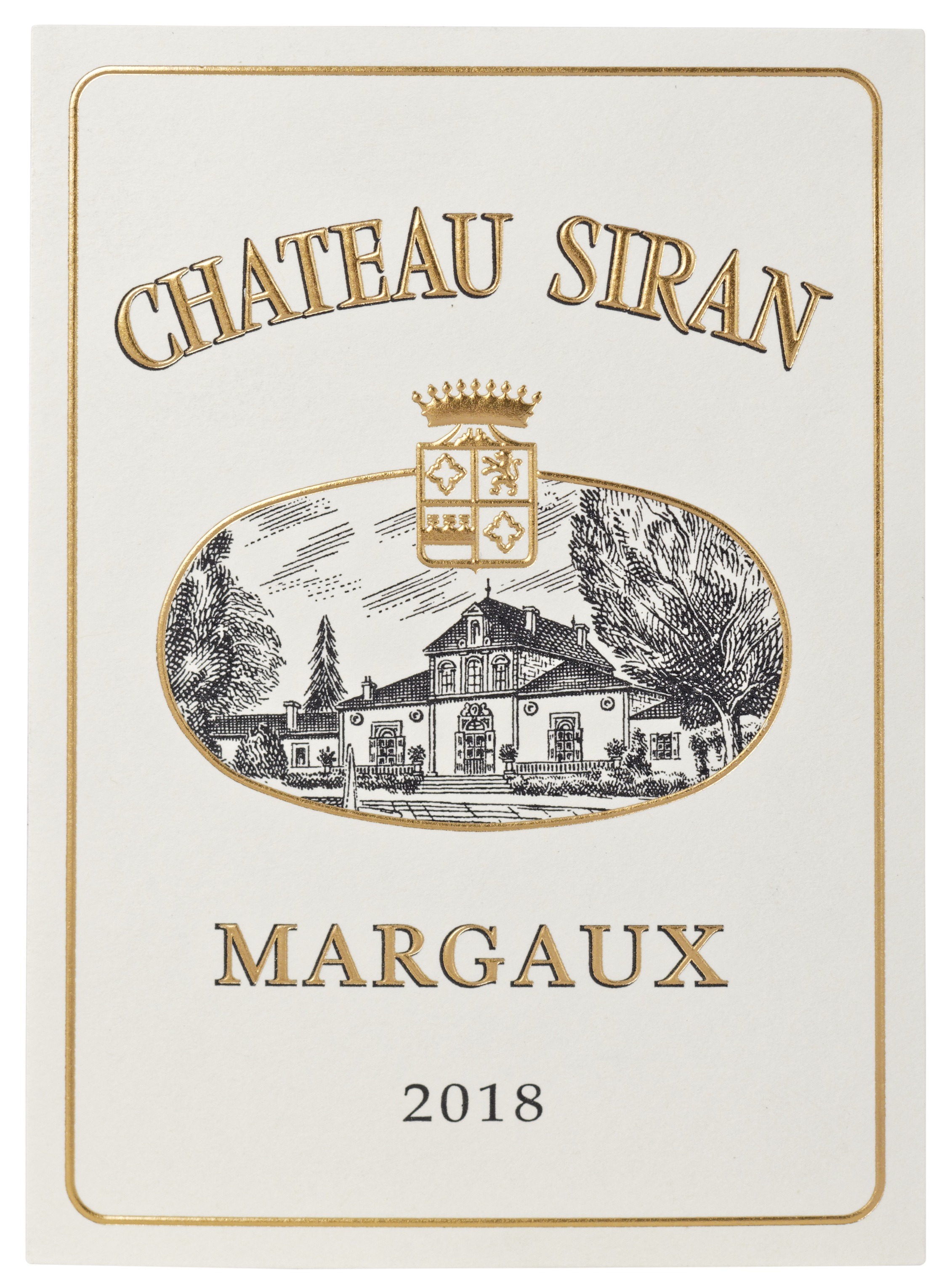
Étiquette du Château Siran 2018.

Le vignoble s'étend sur 36 hectares dont 25 ha en appellation margaux, avec un sol constitué de graves et de galets qui ne retiennent que très peu l’eau de pluie. L'encépagement est constitué à 46 % de merlot, à 41 % de cabernet sauvignon, à 11 % de petit verdot, un des pourcentages de petit verdot les plus élevés de l'appellation, et à 2 % de cabernet franc. Le vignoble possède également 2 ha en appellation haut-médoc et 9 ha en bordeaux-supérieur.

## Vins
Chaque année, le Château Siran produit entre 130 et 150 000 bouteilles de grand vin[réf. nécessaire], le château Siran, et de second vin, le « S de Siran ». La propriété qui s’étend aussi sur 9 hectares à la limite de l’appellation margaux, possède des parcelles, aussi appelées terres des palus, qui produisent un bordeaux-supérieur, le « Saint-Jacques de Siran ».
Le Château Siran privilégie la finesse à la puissance des vins du Médoc. Le pourcentage élevé de petit verdot, qui peut atteindre certaines années 12 % de l’assemblage définitif, apporte une finale épicée. Le vin est élevé en barriques durant 12 à 14 mois avec une proportion de 35 % de barriques neuves. La production annuelle de Château Siran s’établit entre 100 et 120 000 bouteilles[réf. nécessaire].
« S de Siran » est le deuxième vin du domaine, en appellation margaux. Il est issu des jeunes parcelles et d’une sélection variable selon les années du grand vin. L’âge du vignoble s’établit entre 5 et 15 ans et selon les années, le volume de « S de Siran » représente 20 à 30 % du volume total de l’appellation margaux produite par le domaine. L’encépagement est un assemblage de merlot, de cabernet sauvignon et de cabernet franc. Il vieillit en barriques et en cuves durant 12 à 14 mois. La production moyenne de « S de Siran » est de 20 000 à 30 000 bouteilles.
« Saint-Jacques de Siran », en appellation bordeaux-supérieur, est issu des parcelles de la propriété situées à la limite de l’appellation margaux, dont le terroir est composé d'alluvions de la Garonne recouvrant des graves, avec un sol argileux. Ce terroir complexe, planté de cabernet sauvignon, de cabernet franc et de merlot produit des vins structurés et riches. Le pourcentage des cépages varie en fonction des millésimes. Comme pour l’appellation Margaux, les raisins sont ramassés et triés à la main. La vinification se fait en cuves thermorégulées et l’élevage en barriques durant 12 mois. La propriété en produit en moyenne 40 000 bouteilles.